# Warukaranganyar
Warukaranganyar is een bestuurslaag in het regentschap Grobogan van de provincie Midden-Java, Indonesië. Warukaranganyar telt 4055 inwoners (volkstelling 2010).